# Aju
Aju (Plecoglossus altivelis) – gatunek stynkokształtnej ryby amfidromicznej, cenionej w Japonii ryby konsumpcyjnej znanej głównie ze sposobu jej poławiania przez japońskich rybaków – przy użyciu tresowanych kormoranów. Jest jedynym przedstawicielem rodzaju Plecoglossus.

## Zasięg i środowisko występowania
Plecoglossus altivelis występują w północno-zachodnim Pacyfiku wzdłuż wschodnich wybrzeży Azji – od Hokkaido po Tajwan. Od późnej jesieni do wiosny przebywają w przybrzeżnych wodach morskich, w marcu – przy temperaturze około 10 °C – wstępują do rzek i jezior, zwłaszcza w Japonii. Wędrówki aju nie są związane z tarłem. Poza formą amfidromiczną aju wytwarza też formy wyłącznie rzeczne lub wyłącznie jeziorowe. 

## Biologia i ekologia
Z wyglądu aju jest podobna do stynki, w podobny sposób składa też ikrę. Drobne różnice anatomiczne, w tym różnice w uzębieniu skłoniły ichtiologów, by zaliczyli aju do odrębnego rodzaju – jest jedynym przedstawicielem rodzaju Plecoglossus, wyodrębnianym do niedawna w monotypową rodzinę Plecoglossidae, w 2006 włączoną w randze podrodziny Plecoglossinae do stynkowatych. Aju osiąga zwykle 30, maksymalnie 70 cm długości. Jest rybą żyjącą krótko, formy rzeczne rzadko dłużej niż rok, formy jeziorowe dwa lub trzy lata. Tarło odbywa w rzekach wczesną jesienią. Po tarle część dorosłych osobników ginie, pozostałe przy życiu oraz larwy spływają do morza i tam zimują. Larwy żywią się planktonem. Po osiągnięciu 5–7 cm długości młode ryby wędrują do rzek, gdzie żywią się glonami i owadami. Dojrzałość płciową uzyskują przy długości około 20 cm.

## Znaczenie gospodarcze

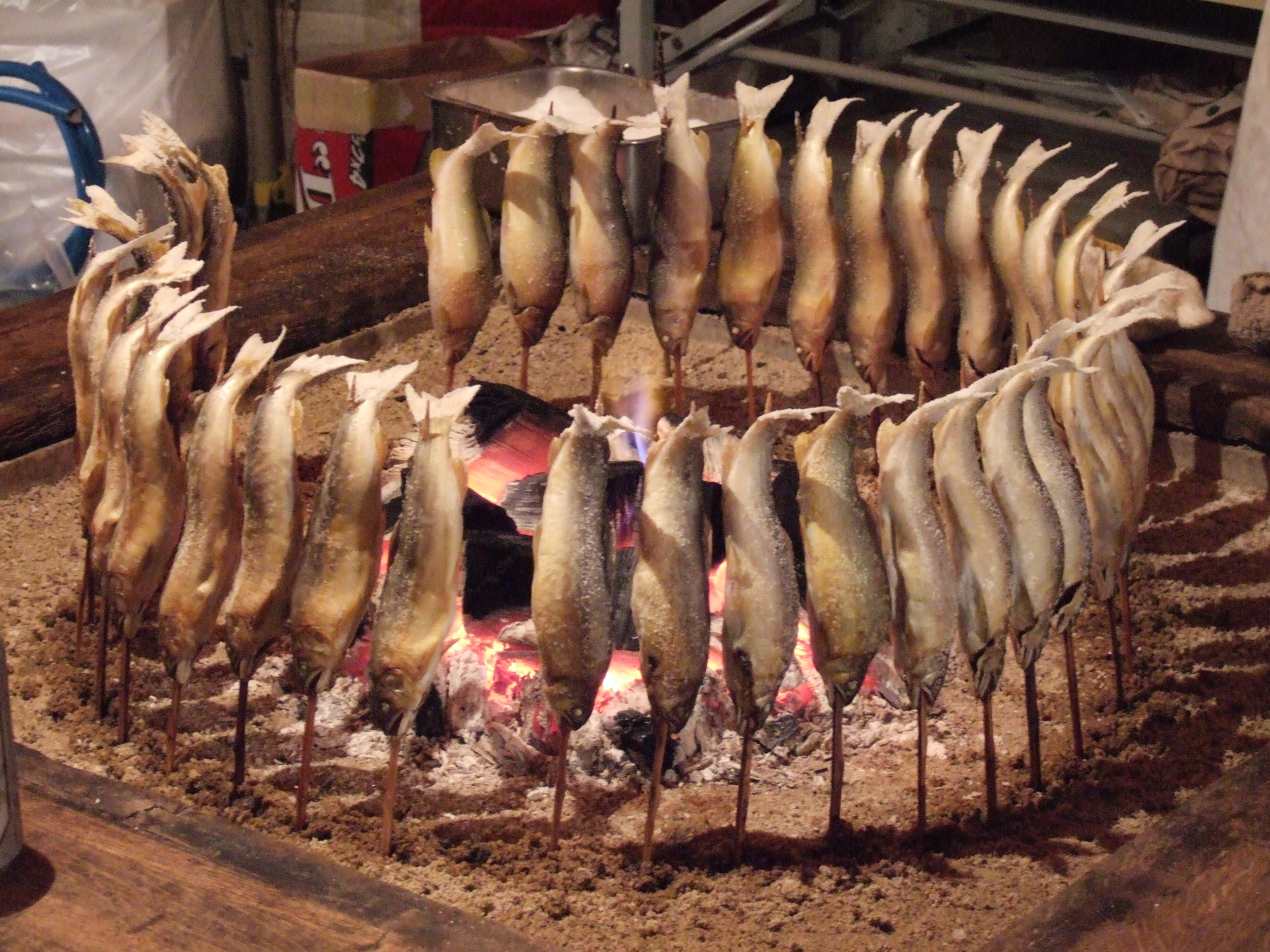
Aju opiekane na straganie z żywnością

W Japonii ryby te mają duże znaczenie gospodarcze. Ich mięso ma słodkawy posmak, stąd angielska nazwa sweetfish – słodka ryba. Są poławiane z łowisk naturalnych oraz hodowane w akwakulturze. Japońscy rybacy wykorzystują do ich połowu oswojone i tresowane kormorany japońskie (Phalacrocorax capillatus) trzymane na uwięzi. Ptakom nakładana jest obroża uniemożliwiająca połknięcie ryby. Kormorany nurkują w poszukiwaniu zdobyczy, a pochwycone ryby aportują rybakowi lub są przez niego ściągane przy pomocy linki. 

## Podgatunki
Wyróżniono trzy podgatunki aju:
- Plecoglossus altivelis altivelis (Temminck and Schlegel, 1846) – podgatunek nominatywny,
- Plecoglossus altivelis ryukyuensis Nishida, 1988, występujący na ograniczonym obszarze wysp Nansei w południowej Japonii,
- Plecoglossus altivelis chinensis Wu & Shan, 2005, występujący w Chinach i na Tajwanie.